# Thammayut Tonkham
Thammayut Tonkham (thailändisch ธรรมยุทธ ต้นคำ, * 24. März 1997 in Kalasin), auch als Knight bekannt, ist ein thailändischer Fußballspieler.

## Karriere
Thammayut Tonkham spielte bis Mitte 2020 beim Khon Kaen FC. Der Verein aus Khon Kaen spielte in der zweithöchsten Liga des Landes, der Thai League 2. Für Khon Kaen stand er 33-mal in der zweiten Liga auf dem Spielfeld. Mitte 2020 wechselte er nach Pathum Thani zum Erstligisten BG Pathum United FC. Der Bangkoker Drittligist Raj-Pracha FC nahm ihn Ende Dezember 2020 unter Vertrag. Der Verein spielte in der dritten Liga, der Thai League 3. Hier trat man in der Western Region an. Am Ende der Saison wurde er mit Raj-Pracha Vizemeister der Region. In den Aufstiegsspielen zur zweiten Liga belegte man den dritten Platz und stieg somit in die zweite Liga auf. Nach nur einer Saison musste er mit Raj-Pracha am Ende der Saison 2021/22 wieder in die dritte Liga absteigen. Nach dem Abstieg verließ er den Verein und schloss sich dem Zweitligisten Chiangmai FC an. Am Ende der Saison 2023/24 belegte er mit dem Klub den vierten Tabellenplatz und qualifizierte sich somit für die Aufstiegsspiele zur ersten Liga. Hier konnte man sich jedoch nicht durchsetzen. Nach 38 Ligaspielen wechselte er im Sommer 2024 zum Erstligisten Khon Kaen United FC. Nach neun Ligaspielen für den Verein aus Khon Kaen wurde sein Vertrag im Dezember 2024 nicht verlängert. Im Januar 2025 verpflichtete ihn der Zweitligist Chanthaburi FC.

## Erfolge
Raj-Pracha FC
- Thai League 3 – West: 2020/21  (2. Platz)
- Thai League 3 – National Championship: 2020/21 (3. Platz)  ▲